# Notoplanidae
Famille
Les Notoplanidae sont une famille de vers plats marins, de la super-famille des Leptoplanoidea, du sous-ordre des Acotylea et de l'ordre des Polycladida.

## Systématique
Le nom valide complet (avec auteur) de ce taxon est Notoplanidae Marcus & Marcus, 1966.

## Liste des genres
Selon la base de données World Register of Marine Species (13 novembre 2023), la famille des Notoplanidae regroupe les genres suivants :
- genre Anthoplana Bo & Betti, 2019
- genre Notoplana Laidlaw, 1903
- genre Plagiotata Plehn, 1896

Synonymes
- le genre Dioncus Stimpson, 1855, est accepté comme Notoplana Laidlaw, 1903 (nomen nudum)
- le genre Freemania Hyman, 1953, est accepté comme Notocomplana Faubel, 1983
- le genre Igluta Marcus & Marcus, 1968, est accepté comme Notoplana Laidlaw, 1903
- le genre Leptocera Jacubowa, 1906, est accepté comme Notoplana Laidlaw, 1903
- le genre Pucelis Marcus, 1947, est accepté comme Notocomplana Faubel, 1983

Genres déplacés
- Le genre Notocomplana Faubel, 1983, forme maintenant la famille des Notocomplanidae.